# Fabio Sacchi
Fabio Sacchi (Milano, 22 maggio 1974) è un ex ciclista su strada italiano, professionista dal 1997 al 2008 e vincitore di una Milano-Torino.

## Carriera
Passato professionista nel 1997, fino al 2000 corre per il Team Polti, vincendo una Coppa Bernocchi (1998). Dal 2001 al 2003 gareggia per la Saeco, ricoprendo i ruolo di gregario per Mario Cipollini. Conquista comunque alcune vittorie in Italia, come il Gran Premio Costa degli Etruschi nel 2001, il Trofeo Città di Castelfidardo nel 2002 e il Giro di Romagna nel 2003. All'estero consegue invece la vittoria di due tappe al Tour Down Under, quella di Murray Bridge nel 2001 e quella di Kapunda nel 2003. Nel 2002 partecipa alla prova in linea del Campionato del mondo di Zolder, vinta da Mario Cipollini, terminando al trentanovesimo posto; nell'edizione 2003 invece si ritira.
Dal 2004 al 2005 gareggia per la Fassa Bortolo, vincendo una Milano-Torino, e dal 2006 al 2007 milita nel Team Milram. Durante il periodo in queste due squadre è uno dei componenti del "treno" per le volate di Alessandro Petacchi. Nel 2008 passa alla Preti Mangimi-Prisma Stufe, squadra di Marino Basso, ed è in squadra, tra gli altri, con Michele Gobbi, già compagno alla Milram nel 2006. È quello il suo ultimo anno da professionista. Nel 2009 si aggiudica la Nove Colli, gran fondo in terra romagnola. Al termine del 2009 abbandona l'attività agonistica.
Il 24 luglio 2013 il Senato Francese ha fatto il suo nome come atleta positivo all'Epo al Tour de France 1998.

## Palmarès

### Strada
- 1996 (Dilettanti)

Parma-La Spezia
Trofeo Internazionale Bastianelli
- 1998 (Team Polti, una vittoria)

Coppa Bernocchi
- 2001 (Saeco, due vittorie)

2ª tappa Tour Down Under (Norwood > Murray Bridge)
Gran Premio Costa degli Etruschi
- 2002 (Saeco, tre vittorie)

2ª tappa Vuelta a Murcia (Beniel > San Javier)
3ª tappa Vuelta a Murcia (Molina de Segura > Alguazas)
Trofeo Città di Castelfidardo
- 2003 (Saeco, due vittorie)

2ª tappa Tour Down Under (Jacob's Creek > Kapunda)
Giro di Romagna
- 2004 (Fassa Bortolo, una vittoria)

6ª tappa Giro del Portogallo (Fafe > Santa Maria da Feira)
- 2005 (Fassa Bortolo, una vittoria)

Milano-Torino

#### Altri successi
- 2002 (Saeco)

Classifica generale Due Giorni Marchigiana
- 2005 (Fassa Bortolo)

1ª tappa, 2ª semitappa Settimana di Coppi e Bartali (Misano Adriatico, cronosquadre)
- 2006 (Milram)

Trofeo Città di Borgomanero (cronocoppie con Marco Velo)

### Granfondo
- 2009

Nove Colli

## Piazzamenti

### Grandi Giri
- Giro d'Italia

1997: ritirato (19ª tappa)
2001: ritirato (20ª tappa)
2002: 58º
2003: fuori tempo massimo (18ª tappa)
2004: 101º
2005: 96º
2006: 63º
- Tour de France

1998: 47º
1999: 99º
2000: 64º
2003: 60º
2006: ritirato
- Vuelta a España

2002: 76º
2004: ritirato (14ª tappa)
2005: ritirato (17ª tappa)
2006: 96º

### Classiche monumento
- Milano-Sanremo

2000: 59º
2001: 44º
2003: 23º
2004: 35º
2005: 43º
2006: 73º
2007: 48º
- Giro delle Fiandre

1997: 64º
1998: 42º
1999: ritirato
2000: 6º
2001: ritirato
2002: ritirato
2003: 12º
2004: 55º
2007: 84º
- Parigi-Roubaix

1998: ritirato
1999: ritirato
2000: ritirato
- Liegi-Bastogne-Liegi

2000: 25º
2001: ritirato
2002: ritirato
2003: 74º
2004: 92º
2006: ritirato
- Giro di Lombardia

1997: ritirato
1998: ritirato
1999: ritirato
2000: ritirato
2001: ritirato
2002: 35º
2006: 13º

### Competizioni mondiali
- Campionati del mondo

Zolder 2002 - In linea: 39º
Hamilton 2003 - In linea: ritirato